# Лексінгтон (Міссісіпі)
Лексінгтон (англ. Lexington) — місто (англ. city) в США, в окрузі Голмс штату Міссісіпі. Населення — 1602 особи (2020).

## Географія
Лексінгтон розташований за координатами 33°7′2″ пн. ш. 90°2′59″ зх. д. / 33.11722° пн. ш. 90.04972° зх. д. (33.117090, -90.049619).  За даними Бюро перепису населення США в 2010 році місто мало площу 6,27 км², з яких 6,26 км² — суходіл та 0,01 км² — водойми.

## Демографія
Згідно з переписом 2010 року, у місті мешкала 1731 особа в 677 домогосподарствах у складі 438 родин. Густота населення становила 276 осіб/км².  Було 804 помешкання (128/км²).
Расовий склад населення:
| - 71,8 % — чорних або афроамериканців - 27,0 % — білих - 0,5 % — азіатів - 0,1 % — корінних американців |

До двох чи більше рас належало 0,5 %. Частка іспаномовних становила 1,0 % від усіх жителів.
За віковим діапазоном населення розподілялося таким чином: 24,7 % — особи молодші 18 років, 60,7 % — особи у віці 18—64 років, 14,6 % — особи у віці 65 років та старші. Медіана віку мешканця становила 38,7 року. На 100 осіб жіночої статі у місті припадало 86,5 чоловіків;  на 100 жінок у віці від 18 років та старших — 82,9 чоловіків також старших 18 років.
Середній дохід на одне домашнє господарство  становив 48 941 долар США (медіана — 26 083), а середній дохід на одну сім'ю — 61 261 долар (медіана — 30 694). Медіана доходів становила 36 500 доларів для чоловіків та 31 094 долари для жінок. За межею бідності перебувало 41,4 % осіб, у тому числі 55,9 % дітей у віці до 18 років та 28,3 % осіб у віці 65 років та старших.
Цивільне працевлаштоване населення становило 628 осіб. Основні галузі зайнятості: освіта, охорона здоров'я та соціальна допомога — 29,0 %, виробництво — 15,0 %, роздрібна торгівля — 9,9 %, публічна адміністрація — 9,2 %.